# Arnay-le-Duc
Arnay-le-Duc település Franciaországban, Côte-d’Or megyében. Lakosainak száma 1355 fő (2022. január 1.). Arnay-le-Duc Mimeure, Saint-Prix-lès-Arnay, Foissy, Jouey és Magnien községekkel határos.

## Népesség
A település népességének változása:
| Lakosok száma | 2232 | 2334 | 2040 | 1708 | 1509 | 1482 | 1425 | 1384 | 1377 | 1355 |
|               | 1968 | 1982 | 1990 | 2006 | 2013 | 2015 | 2017 | 2019 | 2020 | 2022 |